# ミステリが読みたい!
『ミステリが読みたい!』（ミステリがよみたい!）は、早川書房が2007年に開始した推理小説のブック・ランキング。
| 年代     | 各年                                                                                    |
| -------- | --------------------------------------------------------------------------------------- |
| 2000年代 | 2008年 - 2009年                                                                         |
| 2010年代 | 2010年 - 2011年 - 2012年 - 2013年 - 2014年 - 2015年 - 2016年 - 2017年 - 2018年 - 2019年 |
| 2020年代 | 2020年 - 2021年 - 2022年 - 2023年 - 2024年 - 2025年                                     |

## 対象書籍・投票方法
投票方法
2008年版・2009年版
- 作家・評論家・書店員などの識者による「私のベスト3」アンケートと、一般読者によるハガキ・メールによる投票により選出。それぞれ3作品（順不同）を上げてもらい、1作品3点として集計する。投票者が限定されていたそれまでのベストテンに対して、読者も参加できる「開かれた」ベストテンを目指して創られた。

2010年版〜2012年版
- 信頼できるミステリ読みのプロ（識者）に、各作品ごとにストーリー（物語の面白さ）、サプライズ（トリックも含む）、キャラクター（登場人物の魅力）、ナラティヴ（文体、語り口）の4つの基準を各5点満点（2010年版のみ各25点満点）で評価してもらい、総合点上位100冊を紹介する。上位10位までは獲得点数とその作品を支持した人数が公開され、11位以降は50音順に紹介される（11位から20位までは順位のみ公開）。
- 4つの基準の部門別のベスト5、ジャンル別のベスト5も発表される。

対象書籍
毎年11月に刊行されるため、ランキングの対象となる書籍は、奥付が前年10月1日からその年の9月30日の作品。「ミステリが読みたい!」では文庫化された作品や復刊された作品なども対象となる他、対象書籍の時期が他のランキング（本格ミステリ・ベスト10、このミステリーがすごい!、週刊文春ミステリーベスト10）より1ヵ月異なるなど、差別化が図られている。

## 各年の結果

### 2008年版
『ミステリが読みたい! 2008年版』、2007年11月発行、対象：2006年10月〜2007年9月発行書籍
国内編
1. 楽園（宮部みゆき）
2. 赤朽葉家の伝説（桜庭一樹）
3. 首無の如き祟るもの（三津田信三）
4. 離れた家（山沢晴雄）
5. サクリファイス（近藤史恵）
6. 果断 隠蔽捜査2（今野敏）
7. 悪人（吉田修一）
ノーフォールト（岡井崇）
8. X橋付近（高城高）
密室キングダム（柄刀一）

海外編
1. ロング・グッドバイ（レイモンド・チャンドラー）（村上春樹訳）
2. 再起（ディック・フランシス）
3. 狂人の部屋（ポール・アルテ）
4. 灯台（P・D・ジェイムズ）
5. 病める狐（ミネット・ウォルターズ）
6. 目くらましの道（ヘニング・マンケル）
7. 路上の事件（ジョー・ゴアズ）
8. 災いの古書（ジョン・ダニング）
9. リヴァイアサン号殺人事件（ボリス・アクーニン）
10. 双生児（クリストファー・プリースト）

### 2009年版
『ミステリが読みたい! 2009年版』、2008年11月発行、対象：2007年10月〜2008年9月発行書籍
国内編
1. ゴールデンスランバー（伊坂幸太郎）
2. 山魔の如き嗤うもの（三津田信三）
3. 告白（湊かなえ）
4. カラスの親指（道尾秀介）
5. おそろし（宮部みゆき）
ラットマン（道尾秀介）
6. 相棒（五十嵐貴久）
7. ジョーカー・ゲーム（柳広司）
8. もう誘拐なんてしない（東川篤哉）
9. ディスコ探偵水曜日（舞城王太郎）

海外編
1. 運命の日（デニス・ルヘイン）
2. フロスト気質（R・D・ウィングフィールド）
3. ザ・ロード（コーマック・マッカーシー）
4. チャイルド44（トム・ロブ・スミス）
5. 深海のYrr（フランク・シェッツィング）
6. ブルー・ヘヴン（C・J・ボックス）
ウォッチメイカー（ジェフリー・ディーヴァー）
7. ロミオ（ロバート・エリス）
8. タンゴステップ（ヘニング・マンケル）
9. ダルジールの死（レジナルド・ヒル）

### 2010年版
『ミステリが読みたい! 2010年版』、2009年11月発行、対象：2008年10月〜2009年9月発行書籍
国内編
1. 造花の蜜（連城三紀彦）
2. ダブル・ジョーカー（柳広司）
3. 追想五断章（米澤穂信）
4. 黒百合（多島斗志之）
5. 新参者（東野圭吾）
6. 鷺と雪（北村薫）
7. 儚い羊たちの祝宴（米澤穂信）
8. 鬼の跫音（道尾秀介）
9. 粘膜蜥蜴（飴村行）
10. 福家警部補の再訪（大倉崇裕）

海外編
1. ミレニアム1〜3（スティーグ・ラーソン）
2. グラーグ57（トム・ロブ・スミス）
3. ユダヤ警官同盟（マイケル・シェイボン）
4. 川は静かに流れ（ジョン・ハート）
5. 犬の力（ドン・ウィンズロウ）
6. 死神を葬れ（ジョシュ・バゼル）
7. リンカーン弁護士（マイクル・コナリー）
8. 迷惑なんだけど?（カール・ハイアセン）
9. スリーピング・ドール（ジェフリー・ディーヴァー）
メアリー-ケイト（ドゥエイン・スウィアジンスキー）

### 2011年版
『ミステリが読みたい! 2011年版』、2010年11月発行、対象：2009年10月〜2010年9月発行書籍
国内編
1. Another（綾辻行人）
2. 悪の教典（貴志祐介）
3. 写楽 閉じた国の幻（島田荘司）
4. 犬なら普通のこと（矢作俊彦・司城志朗）
5. 叫びと祈り（梓崎優）
水魑の如き沈むもの（三津田信三）
6. 隻眼の少女（麻耶雄嵩）
7. シューマンの指（奥泉光）
8. 綺想宮殺人事件（芦辺拓）
9. 神の棘（須賀しのぶ）

海外編
1. ラスト・チャイルド（ジョン・ハート）
2. ノンストップ!（サイモン・カーニック）
3. エコー・パーク（マイクル・コナリー）
4. 陸軍士官学校の死（ルイス・ベイヤード）
5. 「ファージング」三部作（ジョー・ウォルトン）
6. 卵をめぐる祖父の戦争（デイヴィッド・ベニオフ）
7. 音もなく少女は（ボストン・テラン）
8. 沼地の記憶（トマス・H・クック）
9. ツーリスト 沈みゆく帝国のスパイ（オレン・スタインハウアー）
10. ベルファストの12人の亡霊（スチュアート・ネヴィル）

### 2012年版
『ミステリが読みたい! 2012年版』、2011年11月発行、対象：2010年10月〜2011年9月発行書籍
国内編
1. 折れた竜骨（米澤穂信）
2. メルカトルかく語りき（麻耶雄嵩）
3. 開かせていただき光栄です（皆川博子）
4. ジェノサイド（高野和明）
5. 絆回廊 新宿鮫X（大沢在昌）
6. 鍵のかかった部屋（貴志祐介）
7. 11 eleven（津原泰水）
オーダーメイド殺人クラブ（辻村深月）
8. ユリゴコロ（沼田まほかる）
9. 爛れた闇の帝国（飴村行）

海外編
1. 二流小説家（デイヴィッド・ゴードン）
2. 犯罪（フェルディナント・フォン・シーラッハ）
3. サトリ（ドン・ウィンズロウ）
4. 背後の足音（ヘニング・マンケル）
5. エージェント6（トム・ロブ・スミス）
6. ブラッド・ブラザー（ジャック・カーリイ）
7. 忘れられた花園（ケイト・モートン）
8. ロードサイド・クロス（ジェフリー・ディーヴァー）
9. 死刑囚（アンデシュ・ルースルンド&ベリエ・ヘルストレム）
10. 特捜部Q 檻の中の女（ユッシ・エーズラ・オールスン）

### 2013年版
『ハヤカワミステリマガジン』2013年1月号に掲載、対象：2011年10月〜2012年9月発行書籍
国内編
1. 幽女の如き怨むもの（三津田信三）
2. キングを探せ（法月綸太郎）
3. カラマーゾフの妹（高野史緒）
4. 機龍警察 暗黒市場（月村了衛）
5. 謎（リドル）の謎（ミステリ）その他の謎（リドル）（山口雅也）
楽園のカンヴァス（原田マハ）
6. 屍者の帝国（伊藤計劃・円城塔）
7. 奇面館の殺人（綾辻行人）
8. 夜の国のクーパー（伊坂幸太郎）
9. 残穢（小野不由美）

海外編
1. 湿地（アーナルデュル・インドリダソン）
2. 解錠師（スティーヴ・ハミルトン）
3. 占領都市 TOKYO YEAR ZERO II（デイヴィッド・ピース）
4. 特捜部Q Pからのメッセージ（ユッシ・エーズラ・オールスン）
5. 鷲たちの盟約（アラン・グレン）
6. 追撃の森（ジェフリー・ディーヴァー）
7. 無罪（スコット・トゥロー）
8. 真鍮の評決 リンカーン弁護士（マイクル・コナリー）
9. ローラ・フェイとの最後の会話（トマス・H・クック）
10. 罪悪（フェルディナント・フォン・シーラッハ）

### 2014年版
『ハヤカワミステリマガジン』2014年1月号に掲載、対象：2012年10月～2013年9月発行書籍
国内編
1. ノックス・マシン (法月綸太郎)
2. 64（ロクヨン）(横山秀夫)
3. ヨハネスブルグの天使たち (宮内悠介)
4. 教場 (長岡弘樹)
5. ロスト・ケア (葉真中顕)
6. リバーサイド・チルドレン (梓崎優)
7. 死神の浮力 (伊坂幸太郎)
8. アリス殺し (小林泰三)
9. 代官山コールドケース (佐々木譲)
10. わたしたちが少女と呼ばれていた頃 (石持浅海)

海外編
1. 遮断地区 (ミネット・ウォルターズ)
2. 緑衣の女 (アーナルデュル・インドリダソン)
3. 冬のフロスト (R・D・ウィングフィールド)
4. 夜に生きる (デニス・ルヘイン)
5. シスターズ・ブラザーズ (パトリック・デウィット（英語版）)
6. ポーカー・レッスン (ジェフリー・ディーヴァー)
7. 11/22/63 (スティーヴン・キング)
8. コリーニ事件 (フェルディナント・フォン・シーラッハ)
9. 終わりの感覚 (ジュリアン・バーンズ)
10. スケアクロウ (マイクル・コナリー)

### 2015年版
『ハヤカワミステリマガジン』2015年1月号に掲載、対象：2013年10月～2014年9月発行書籍
国内編
1. 満願 (米澤穂信)
2. さよなら神様 (麻耶雄嵩)
3. 小さな異邦人 (連城三紀彦)
4. アルモニカ・ディアボリカ (皆川博子)
5. 異次元の館の殺人 (芦辺拓)
6. 喝采 (藤田宜永)
7. ○○○○○○○○殺人事件 (早坂吝)
8. オーブランの少女 (深緑野分)
9. 東京自叙伝 (奥泉光)
10. 黒龍荘の惨劇 (岡田秀文)

海外編
1. その女アレックス (ピエール・ルメートル)
2. 秘密 (ケイト・モートン)
3. ゴーストマン 時限紙幣 (ロジャー・ホッブズ)
4. 養鶏場の殺人／火口箱 (ミネット・ウォルターズ)
5. もう年はとれない (ダニエル・フリードマン)
6. 逃げる幻 (ヘレン・マクロイ)
7. 地上最後の刑事 (ベン・Ｈ・ウィンタース（英語版）)
8. 凍氷 (ジェイムズ・トンプソン)
9. ハリー・クバート事件 (ジョエル・ディケール（英語版）)
10. 三秒間の死角 (アンデシュ・ルースルンド、ベリエ・ヘルストレム)

### 2016年版
『ハヤカワミステリマガジン』2016年1月号に掲載、対象：2014年10月～2015年9月発行書籍
国内編
1. 王とサーカス (米澤穂信)
2. 戦場のコックたち (深緑野分)
3. ミステリー・アリーナ (深水黎一郎)
4. 流 (東山彰良)
5. その可能性はすでに考えた (井上真偽)
6. オルゴーリェンヌ (北山猛邦)
7. 血の弔旗 (藤田宜永)
8. キャプテンサンダーボルト (阿部和重)、(伊坂幸太郎)
9. 死と砂時計 (鳥飼否宇)
10. さよならの手口 (若竹七海)

海外編
1. ありふれた祈り (ウィリアム・ケント・クルーガー)
2. 声 (アーナルデュル・インドリダソン)
3. 悪魔の羽根 (ミネット・ウォルターズ)
4. 夏の沈黙 (ルネ・ナイト)
5. もう過去はいらない (ダニエル・フリードマン)
6. エンジェルメイカー (ニック・ハーカウェイ)
7. 髑髏の檻 (ジャック・カーリイ)
8. 街への鍵 (ルース・レンデル)
9. 偽りの楽園 (トム・ロブ・スミス)
10. 禁忌 (フェルディナント・フォン・シーラッハ)

### 2017年版
『ハヤカワミステリマガジン』2017年1月号に掲載、対象：2015年10月～2016年9月発行書籍
国内編
1. 真実の10メートル手前（米澤穂信）
2. 涙香迷宮（竹本健治）
3. リボルバー・リリー（長浦京）
4. 彼女がエスパーだったころ（宮内悠介）
5. 静かな炎天（若竹七海）
6. 鍵の掛かった男（有栖川有栖）
7. 許されようとは思いません（芦沢央）
8. 挑戦者たち（法月綸太郎）
9. 聖女の毒杯 その可能性はすでに考えた（井上真偽）
10. アメリカ最後の実験（宮内悠介）

海外編
1. 熊と踊れ（アンデシュ・ルースルンド, ステファン・トゥンベリ（スウェーデン語版））
2. ミスター・メルセデス（スティーヴン・キング）
3. 拾った女（チャールズ・ウィルフォード）
4. ザ・カルテル（ドン・ウィンズロウ）
5. 悲しみのイレーヌ（ピエール・ルメートル）
6. スキン・コレクター（ジェフリー・ディーヴァー）
7. 背信の都（ジェイムズ・エルロイ）
8. 終わりなき道（ジョン・ハート）
9. ミレニアム4（ダヴィド・ラーゲルクランツ）
10. プラハの墓地（ウンベルト・エーコ）

### 2018年版
『ハヤカワミステリマガジン』2018年1月号に掲載、対象：2016年10月～2017年9月発行書籍
国内編
1. 機龍警察 狼眼殺手（月村了衛）
2. いくさの底（古処誠二）
3. 紅城奇譚（鳥飼否宇）
4. 狩人の悪夢（有栖川有栖）
5. 開化鐡道探偵（山本巧次）
6. AX（伊坂幸太郎）
義経号、北溟を疾る（辻真先）
7. 月と太陽の盤（宮内悠介）
ホワイトラビット（伊坂幸太郎）
8. 悪魔を憐れむ（西澤保彦）

海外編
1. フロスト始末（R・D・ウィングフィールド）
2. 湖畔荘（ケイト・モートン）
3. 東の果て、夜へ（ビル・ビバリー）
4. コードネーム・ヴェリティ（エリザベス・ウェイン）
5. その犬の歩むところ（ボストン・テラン）
6. 湖の男（アーナルデュル・インドリダソン）
7. シンパサイザー（ヴィエト・タン・ウェン）
8. 青鉛筆の女（ゴードン・マカルパイン）
9. 悪魔の星（ジョー・ネスボ）
10. その雪と血を（ジョー・ネスボ）
約束（ロバート・クレイス）

### 2019年版
『ハヤカワミステリマガジン』2019年1月号に掲載、対象：2017年10月～2018年9月発行書籍
国内編
1. それまでの明日（原尞）
2. 屍人荘の殺人（今村昌弘）
3. 碆霊の如き祀るもの（三津田信三）
4. ミステリークロック（貴志祐介）
5. 錆びた滑車（若竹七海）
6. 雪の階（奥泉光）
7. 火のないところに煙は（芦沢央）
8. 凍てつく太陽（葉真中顕）
9. インド倶楽部の謎（有栖川有栖）
10. ベルリンは晴れているか（深緑野分）

海外編
1. カササギ殺人事件（アンソニー・ホロヴィッツ）
2. そしてミランダを殺す（ピーター・スワンソン）
3. 乗客ナンバー23の消失（セバスチャン・フィツェック）
4. IQ（ジョー・イデ）
5. 元年春之祭（陸秋槎）
6. 白墨人形（Ｃ・Ｊ・チューダー）
7. 黒い睡蓮（ミシェル・ビュッシ）
8. 許されざる者（レイフ・ＧＷ・ペーション）
9. あなたを愛してから（デニス・ルヘイン）
10. 蝶のいた庭（ドット・ハチソン）

### 2020年版
『ハヤカワミステリマガジン』2020年1月号に掲載、対象：2018年10月～2019年9月発行書籍
国内編
1. 刀と傘 明治京洛推理帖（伊吹亜門）
2. ノースライト（横山秀夫）
3. 魔眼の匣の殺人（今村昌弘）
4. 罪の轍（奥田英朗）
5. 紅蓮館の殺人（阿津川辰海）
6. マーダーズ（長浦京）
7. いけない（道尾秀介）
8. むかしむかしあるところに、死体がありました。（青柳碧人）
9. 昨日がなければ明日もない（宮部みゆき）
10. 或るエジプト十字架の謎（柄刀一）

海外編
1. メインテーマは殺人（アンソニー・ホロヴィッツ）
2. ザ・ボーダー（ドン・ウィンズロウ）
3. ディオゲネス変奏曲（陳浩基）
4. 国語教師（ユーディト・Ｗ・タシュラー）
5. ブルーバード、ブルーバード（アッティカ・ロック）
6. 休日はコーヒーショップで謎解きを（ロバート・ロプレスティ）
7. ケイトが恐れるすべて（ピーター・スワンソン）
8. イヴリン嬢は七回殺される（スチュアート・タートン）
9. 拳銃使いの娘（ジョーダン・ハーパー）
10. ピクニック・アット・ハンギングロック（ジョーン・リンジー）

### 2021年版
『ハヤカワミステリマガジン』2021年1月号に掲載、対象：2019年10月～2020年9月発行書籍
国内編
1. たかが殺人じゃないか（辻真先）
2. 楽園とは探偵の不在なり（斜線堂有紀）
3. 透明人間は密室に潜む（阿津川辰海）
法廷遊戯（五十嵐律人）
4. Another 2001（綾辻行人）
5. 死神の棋譜（奥泉光）
6. あの子の殺人計画（天祢涼）
鶴屋南北の殺人（芦辺拓）
7. 蝉かえる（櫻田智也）
8. 巴里マカロンの謎（米澤穂信）

海外編
1. その裁きは死（アンソニー・ホロヴィッツ）
2. 指差す標識の事例（イーアン・ペアーズ）
3. ザリガニの鳴くところ（ディーリア・オーエンズ）
4. 三分間の空隙（アンデシュ・ルースルンド＆ベリエ・ヘルストレム）
5. あの本は読まれているか（ラーラ・プレスコット）
6. カメレオンの影（ミネット・ウォルターズ）
7. スパイはいまも謀略の地に（ジョン・ル・カレ）
8. 死んだレモン（フィン・ベル）
9. 流れは、いつか海へと（ウォルター・モズリイ）
10. 時計仕掛けの歪んだ罠（アルネ・ダール）

### 2022年版
『ハヤカワミステリマガジン』2022年1月号に掲載
国内編
1. 黒牢城（米澤穂信）
2. テスカトリポカ（佐藤究）
3. 機龍警察 白骨街道（月村了衛）
4. 蒼海館の殺人（阿津川辰海）
5. 兇人邸の殺人（今村昌弘）
6. 忌名の如き贄るもの（三津田信三）
7. インタヴュー・ウィズ・ザ・プリズナー（皆川博子）
8. 六人の嘘つきな大学生（浅倉秋成）
9. invert 城塚翡翠倒叙集（相沢沙呼）
10. 蝶として死す 平家物語推理抄（羽生飛鳥）

海外編
1. 自由研究には向かない殺人（ホリー・ジャクソン）
2. ヨルガオ殺人事件（アンソニー・ホロヴィッツ）
3. 木曜殺人クラブ（リチャード・オスマン）
4. 父を撃った12の銃弾（ハンナ・ティンティ）
5. オクトーバー・リスト（ジェフリー・ディーヴァー）
6. 第八の探偵（アレックス・パヴェージ）
7. 彼と彼女の衝撃の瞬間（アリス・フィーニー）
8. 見知らぬ人（エリー・グリフィス）
9. スリープウォーカー（ジョセフ・ノックス）
10. 台北プライベートアイ（紀蔚然）

### 2023年版
『ハヤカワミステリマガジン』2023年1月号に掲載
国内編
1. 爆弾（呉勝浩）
2. 同志少女よ、敵を撃て（逢坂冬馬）
3. 大鞠家殺人事件（芦辺拓）
4. 名探偵のいけにえ　人民教会殺人事件（白井智之）
5. 捜査線上の夕映え（有栖川有栖）
6. 爆発物処理班の遭遇したスピン（佐藤究）
方舟（夕木春央）
7. 地図と拳（小川哲）
8. ＃真相をお話しします（結城真一郎）
9. かくして彼女は宴で語る　明治耽美派推理帖（宮内悠介）

海外編
1. われら闇より天を見る（クリス・ウィタカー）
2. 殺しへのライン（アンソニー・ホロヴィッツ）
3. 優等生は探偵に向かない（ホリー・ジャクソン）
4. 彼は彼女の顔が見えない（アリス・フィーニー）
5. ポピーのためにできること（ジャニス・ハレット）
6. 名探偵と海の悪魔（スチュアート・タートン）
7. アリスが語らないことは（ピーター・スワンソン）
8. キュレーターの殺人（Ｍ・Ｗ・クレイヴン）
9. 魔王の島（ジェローム・ルブリ）
10. ギャンブラーが多すぎる（ドナルド・Ｅ・ウェストレイク）

### 2024年版
『ハヤカワミステリマガジン』2024年1月号に掲載
国内編
1. 可燃物（米澤穂信）
2. 君のクイズ（小川哲）
3. 鵼の碑（京極夏彦）
4. 木挽町のあだ討ち（永井紗耶子）
5. あなたが誰かを殺した（東野圭吾）
6. アリアドネの声（井上真偽）
7. エレファントヘッド（白井智之）
8. 鈍色幻視行（恩田陸）
9. 11文字の檻 青崎有吾短編集成（青崎有吾）
10. 焔と雪 京都探偵物語（伊吹亜門）

海外編
1. 愚者の街（ロス・トーマス）
2. ナイフをひねれば（アンソニー・ホロヴィッツ）
3. 頬に哀しみを刻め（S・A・コスビー）
4. 卒業生には向かない真実（ホリー・ジャクソン）
5. 恐るべき太陽（ミシェル・ビュッシ）
6. 処刑台広場の女（マーティン・エドワーズ）
7. トゥルー・クライム・ストーリー（ジョセフ・ノックス）
8. 8つの完璧な殺人（ピーター・スワンソン）
9. 哀惜（アン・クリーヴス）
10. ガラスの橋 ロバート・アーサー自選傑作集（ロバート・アーサー）

### 2025年版
『ハヤカワミステリマガジン』2025年1月号に掲載
国内編
1. 地雷グリコ（青崎有吾）
2. 冬期限定ボンボンショコラ事件（米澤穂信）
3. ぼくは化け物きみは怪物（白井智之）
4. 檜垣澤家の炎上（永嶋恵美）
5. 少女には向かない完全犯罪（方丈貴恵）
6. 伯爵と三つの棺（潮谷験）
7. 虚史のリズム（奥泉光）
8. 六色の蛹（櫻田智也）
9. 乱歩殺人事件――「悪霊」ふたたび（芦辺拓）
10. 難問の多い料理店（結城真一郎）

海外編
1. 死はすぐそばに（アンソニー・ホロヴィッツ）
2. ビリー・サマーズ（スティーブン・キング）
3. エイレングラフ弁護士の事件簿（ローレンス・ブロック）
4. 両京十五日（馬伯庸）
5. 喪服の似合う少女（陸秋槎）
6. すべての罪は血を流す（S・A・コスビー）
7. 身代わりの女（シャロン・ボルトン）
8. ボタニストの殺人（Ｍ・Ｗ・クレイヴン）
9. 魂に秩序を（マット・ラフ）
10. 白薔薇殺人事件（クリスティン・ペリン）
ぼくの家族はみんな誰かを殺してる（ベンジャミン・スティーヴンソン）